# Pewel Ślemieńska

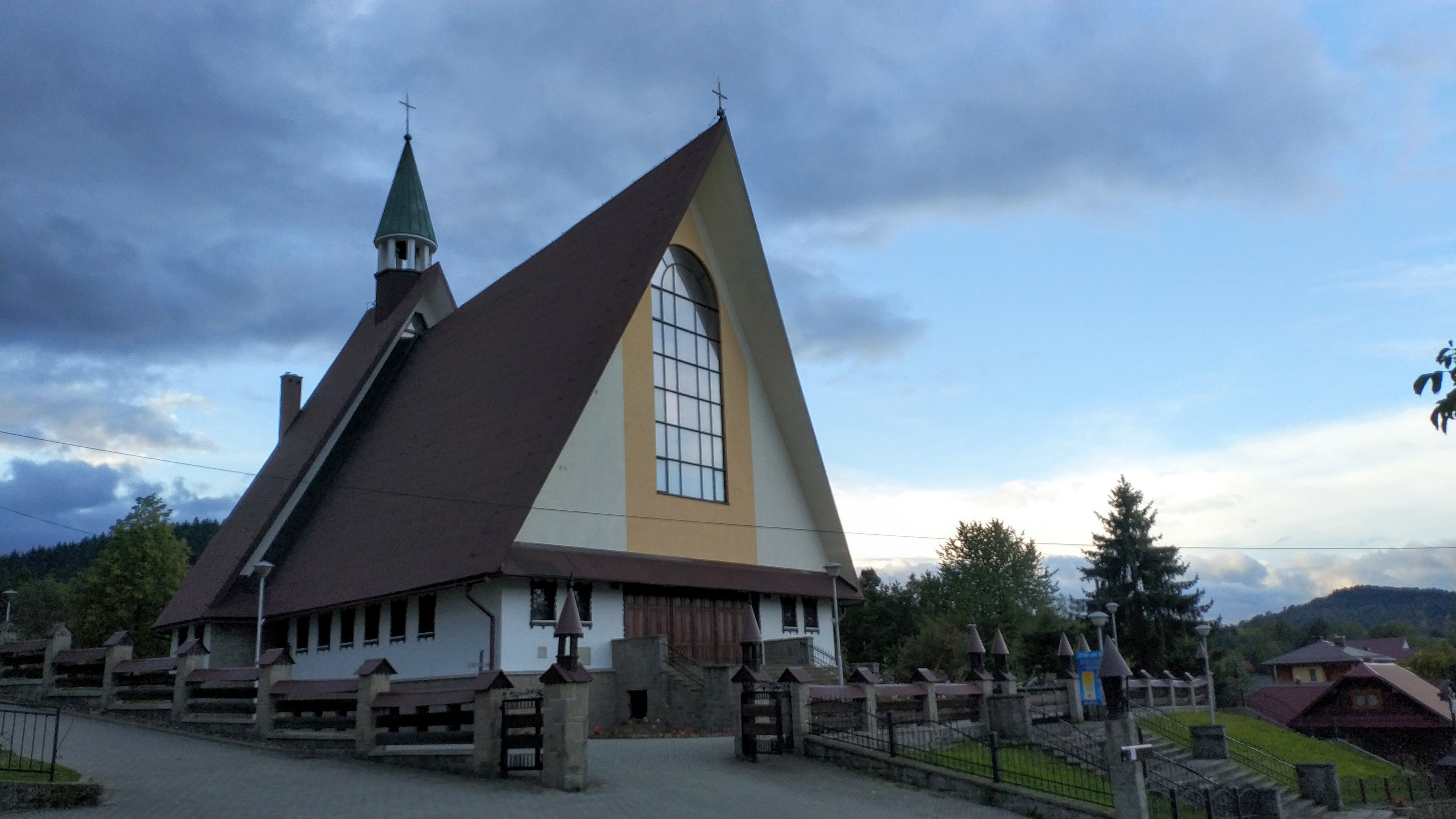
Kościół pw. Matki Boskiej Królowej Polski

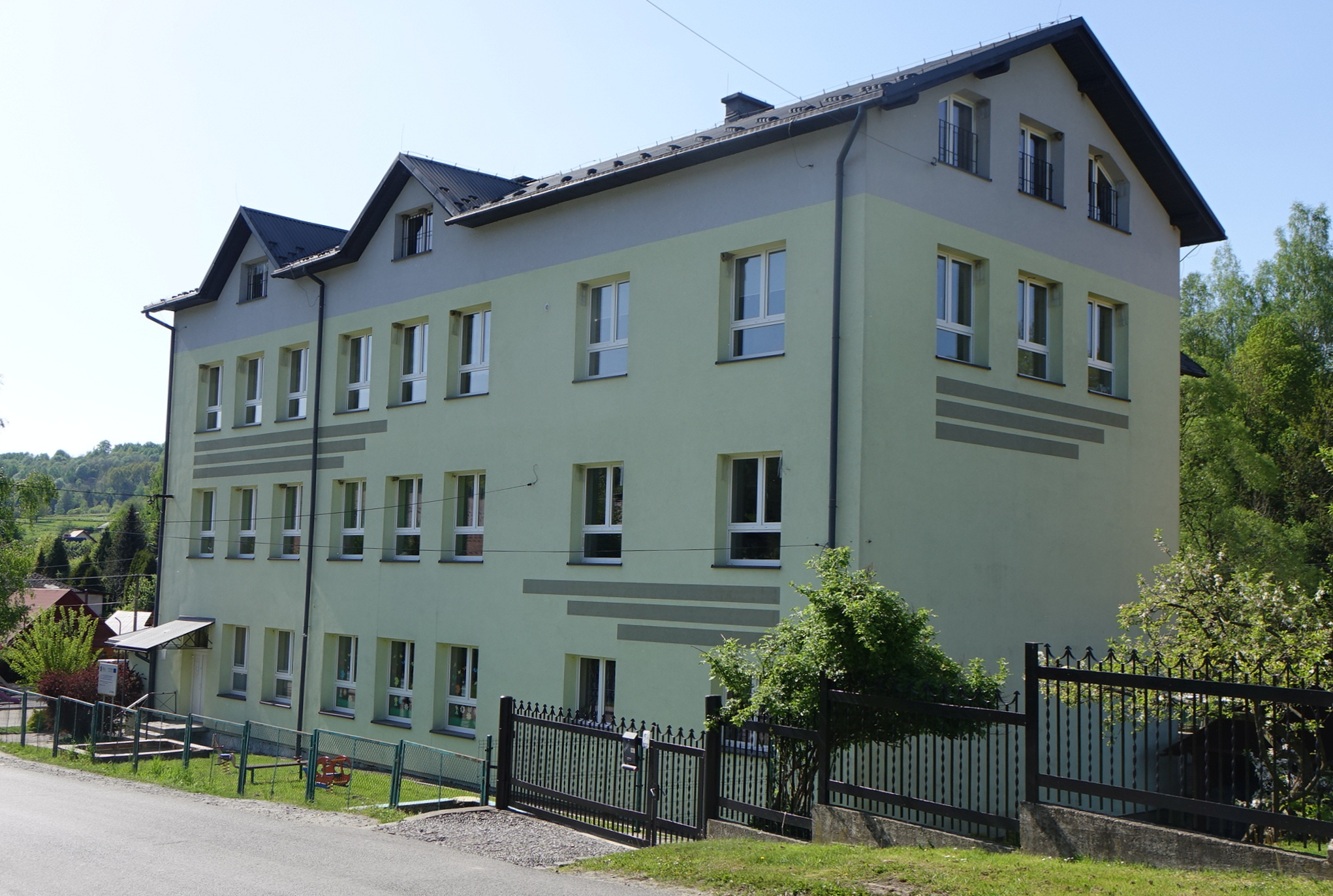
Szkoła

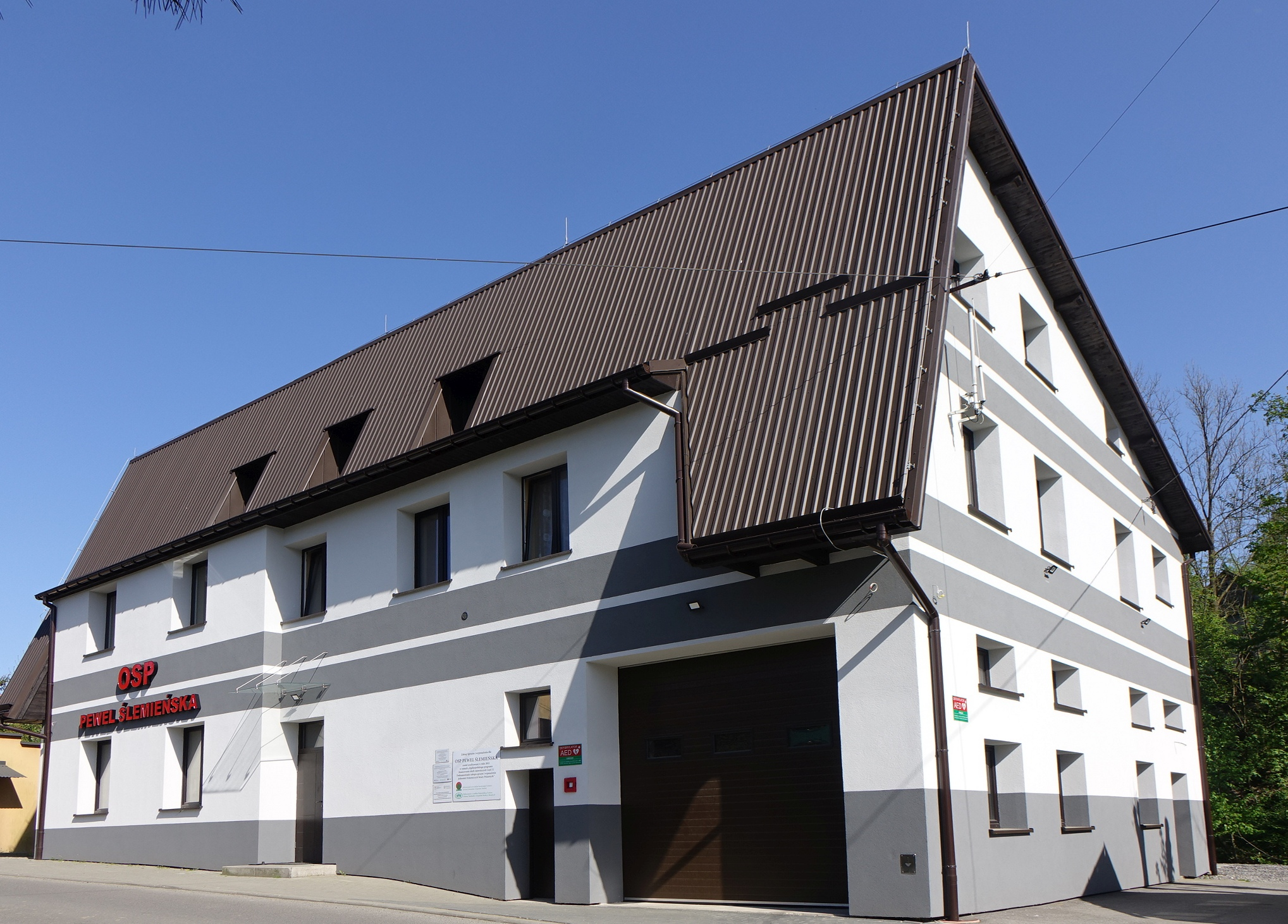
Remiza OSP

Pewel Ślemieńska – wieś w Polsce, położona w województwie śląskim, powiecie żywieckim, w gminie Świnna.
W latach 1975–1998 wieś administracyjnie należała do województwa bielskiego.
Liczba mieszkańców – w przybliżeniu – wynosi 1600 osób.

## Położenie
Pewel Ślemieńska położona jest w południowej Polsce, w województwie śląskim, w gminie Świnna. Do roku 1973 – kiedy to powstała Gmina Świnna – Pewel Ślemieńska należała do Gminy Ślemień.
Pewel Ślemieńska leży na zboczach Pasma Pewelskiego, które według J. Kondrackiego jest częścią Beskidu Makowskiego (dawniej Beskid Średni).
Przez Pewel przepływa rzeka Pewlica, która wpada do Koszarawy. Wójt żywiecki – Andrzej Komoniecki wspomina o tej rzece w swoim Dziejopisie: Ósma Pewlica, a ta płynie przez wieś przezwaną Pewlą Ślemieńską, a wykapem swoim wychodzi od wierzchowin przezwanych Czeretnik albo z lasu Kozłowa wypływa.
Z Pewlą Ślemieńską sąsiadują następujące miejscowości: Pewel Mała, Mutne Pewel Wielka, Ślemień i Gilowice.

## Integralne części wsi
| SIMC    | Nazwa        | Rodzaj    |
| ------- | ------------ | --------- |
| 0072130 | Do Gronia    | część wsi |
| 0072146 | Do Polany    | część wsi |
| 0072169 | Groń         | część wsi |
| 0072175 | Koszarzyczne | część wsi |
| 0072181 | Mikołajki    | część wsi |
| 0072123 | Parciki      | część wsi |
| 0072198 | Pod Kępkami  | część wsi |
| 0072206 | Ścieżki      | część wsi |
| 0072212 | U Ścieżki    | część wsi |

## Rys historyczny
Pewel Ślemieńska najprawdopodobniej została założona na przełomie XVI i XVII wieku – jednak dokładną datę trudno jest ustalić. W 1595 roku wieś Pewla położona w powiecie śląskim województwa krakowskiego była własnością kasztelana sądeckiego Krzysztofa Komorowskiego. A. Urbaniec w swojej książce „Tam, gdzie początek wody” pisze, że Państwo Ślemieńskie powstało w 1608, a Pewel Ślemieńską wymienia się jako jedną ze wsi wchodzącą w skład tego Państwa.
O wsi Pewli wspomina także Jan Komorowski (kasztelan połaniecki) w swoim akcie nadania mieszczanom żywieckim lasu Kiełbasów i lasu Łyska z polem Oklem oraz prawa nadania małego polowania i rybołówstwa na rzece Koszarawie:
A granice w tym będą mieli opisane, naprzód ten z wierzchu opisany, Okiel, jako jest sam w sobie ze starodawna zamierzony, między rolami miejskimi a sporyskimi, a kopcem narożnym od granic moszczańskich, potem od tego kopca granicami moszczańskimi w górę aż po potok, na którym granica rychwałdzka stanęła, a potem tym potokiem w górę granicami rychwałdzkimi do kopca, a od tego kopca zasię do drugiego kopca, a od tego kopca zasię w górę aż do wierchu Łyski, gdzie także kopiec jest usuty, potem od tego kopca wierchem Łyski do kopca narożnego od Rychwałdu, a od tego kopca wprzejmo do potoka, mianowicie Świnnej, od wsi Pewli, a potem w dół tym potokiem aż do drugiego kopca, który jest usuty nad potokiem między tąż Łyską a między wierchem Praszywka, a potem na dół tym potokiem aż do Koszarawy rzeki, a potem aż po granice sporyskie, tego wszystkiego ciż zwyż pisani mieszczanie moi żywieccy mają uywać i bronić, chronić wszelakim sposobem jako swego własnego gruntu i dziedzictwa

## Pewel Ślemieńska dzisiaj
- Zespół Szkolno-Przedszkolny im. ks. B. Markiewicza oraz Gimnazjum im. M. Skłodowskiej-Curie, Mieszkańcy Pewli Ślemieńskiej starali się o budowę szkoły do początku XX wieku. Dopiero w 1930 gmina podjęła decyzję o budowie czteroklasowej szkoły. W 1937 r. zostały wykończone dwie pierwsze sale lekcyjne. Po zakończeniu II wojny światowej podjęto decyzję o poszerzeniu szkoły i dobudowaniu piętra. Dalsza rozbudowa szkoły miała miejsce w 1967 roku natomiast po 1991 roku zmieniono formę pokrycia dachu w rezultacie czego powstało poddasze z nowymi salami lekcyjnymi. Do 2004 roku w budynku mieściła się szkołą podstawowa wraz z przedszkolem. Od 2004 roku w budynku szkoły znajduje się Zespół Szkolno-Przedszkolny oraz od 2012 r. także Gimnazjum,
- Na terenie Pewli Ślemieńskiej działa dziecięco-młodzieżowy zespół „Hajduki”,
- Parafia Matki Bożej Królowej Polski – zanim powstała parafia w Pewli Ślemieńskiej mieszkańcy należeli do parafii św. Mikołaja w Rychwałdzie. Dziś parafia ma kościół, którego budowa została ukończona na przełomie jesieni i zimy 1981. Pierwsza msza w nowej świątyni została odprawiona 24 grudnia 1981 r. Parafia rzymskokatolicka z kościołem pod wezwaniem Najświętszej Marii Panny Królowej Polski została erygowana w 1983[10] (na terenie Pewli Ślemieńskiej największą grupę stanowią wyznawcy religii rzymskokatolickiej – jednak nie należy zapominać, że we wsi mieszkali i mieszkają osoby związane z innymi religiami),
- Ochotnicza Straż Pożarna, jak pisze A. Urbaniec, Impulsem do założenia OSP był tragiczny pożar stodoły, w 1930 roku, w którym zginęło dwoje małych dzieci. Zorganizowanie OSP było pierwszym przejawem zespołowego działania[9]. W 1938 został powołany komitet budowy remizy, która została ukończona w latach 50. XX wieku (budowa została przerwana z powodu II Wojny Światowej). Dalsza rozbudowa remizy została zakończona w 1966 roku. Także w 1966 OSP przejęła nadzór nad lokalną orkiestrą dętą,
- Ludowy Klub Sportowy Pewel Ślemieńska – rok założenia 1996 (występujący obecnie w A klasie),
- Rancho Adama – gospodarstwo agroturystyczne,
- W latach siedemdziesiątych XX wieku na terenie Pewli Ślemieńskiej istniała Rolnicza Spółdzielnia Produkcyjna, do której należała większość rolników. Po przemianach ustrojowych w 1989 spółdzielnia przestała istnieć, a jej grunty wróciły do pierwotnych właścicieli.